# Kajrat Mämi
Kajrat Äbdrazakuły Mämi (kaz. Қайрат Әбдразақұлы Мәми; ur. 9 maja 1954 w Żambyle w obwodzie ałmackim) – kazachski polityk i prawnik, przewodniczący Senatu Parlamentu Kazachstanu w latach 2011-2013.
Od 16 października 2013 do 11 grudnia 2017 pełnił funkcję prezesa Sądu Najwyższego Kazachstanu.